# Afrectopius holerytreus
Afrectopius holerytreus là một loài tò vò trong họ Ichneumonidae.